# كيمان سعيد الشرقي
قرية كيمان سعيد الشرقي هي إحدى القرى التابعة لمركز صدفا في محافظة أسيوط في جمهورية مصر العربية. حسب إحصاءات سنة 2006، بلغ إجمالي السكان في كيمان سعيد الشرقي 4045 نسمة، منهم 2053 رجل و1992 امرأة.